# 成美村
成美村（なるみそん）は、鳥取県東伯郡にあった村。現在の東伯郡琴浦町の一部にあたる。

## 地理
勝田川の流域に位置していた。

## 歴史
- 1889年（明治22年）10月1日、町村制の施行により、八橋郡豊定村、保永村が発足[3][4]。
- 1894年（明治27年）3月30日、豊定村が勝田村に改称[3]。
- 1896年（明治29年）4月1日、郡の統合により上記2村は東伯郡に所属[5]。
- 1898年（明治31年）7月22日、上記2村が合併して成美村を新設して廃止[1][2]。合併旧村の大字を継承し大字勝田・西宮・出上・中村・太一垣・佐崎を設置[2]。
- 1954年（昭和29年）1月1日、東伯郡赤碕町、安田村、以西村と合併し赤碕町が存続して廃止された[1][2]。合併後、赤碕町大字勝田・西宮・出上・中村・太一垣・佐崎となる[2]。

## 産業
- 農業、畜産、林業、工業[2]